# Herbert Haertel
Herbert Haertel, est un patineur artistique allemand, qui concourt dans les années 1920 et 1930 ; il est triple vice-champion d'Allemagne en 1930, 1934 et 1935.

## Biographie

### Carrière sportive
Herbert Haertel pratique essentiellement le patinage artistique en individuel. Il monte plusieurs fois sur le podium des championnats allemands dans les années 1920 et 1930. Il est triple vice-champion national en 1930, 1934 et 1935.
Il représente son pays à quatre championnats d'Europe (1929 à Davos, 1930 à Berlin, 1935 à Saint-Moritz et 1936 à Berlin) et à trois mondiaux (1927 à Davos, 1931 à Berlin et 1933 à Zurich).
Herbert Haertel pratique le patinage en couple à un haut niveau international, en 1926, avec sa partenaire Ilse Kishauer. Ils sont champions d'Allemagne cette année là et participent aux championnats du monde de 1926 à Berlin.
Il quitte les compétitions sportives en 1936.

## Palmarès
| Compétition              | 1927 | 1928 | 1929 | 1930 | 1931 | 1932 | 1933 | 1934 | 1935 | 1936 |
| Jeux olympiques          |      |      |      |      |      |      |      |      |      |      |
| Championnats du monde    | 7e   |      |      |      | 8e   |      | 5e   |      |      |      |
| Championnats d’Europe    |      |      | 4e   | 4e   |      |      |      |      | 12e  | 14e  |
| Championnats d'Allemagne | 3e   | 3e   | F    | 2e   |      | 3e   |      | 2e   | 2e   | 3e   |
| Légende : F = Forfait    |      |      |      |      |      |      |      |      |      |      |